# Ридберг, Эмилия
Эмилия Ридберг, более известная как Эмилия (род. 5 января 1978 года, Стокгольм, Швеция) — шведская певица, исполнительница баллад в стиле поп, наиболее известна благодаря её хиту «Big Big World». Эмилию «открыл миру» в 1996 году Ларс Андерсон, сын менеджера «ABBA» Стига Андерсона.

## Биография
Отец Эмилии — эфиопский певец Teshome Mitiku; мать певицы — шведка.
В 2009 году Эмилия приняла участие в соревновании Melodifestivalen, шведском национальном конкурсном отборе для Евровидения с песней «You’re My World» (Ты — мой мир). В соревновании она прошла до финала конкурса, однако в финальном выступлении заняла 9 место. Её новый альбом называется «My World» (Мой мир), на диск войдут песни «Teardrops», «I´ll get over you», «You´re my world» и другие. Её новый сингл «Teardrops» был выпущен для радиостанций 2 июня 2009 года, согласно информации на официальном сайте певицы.

## Личная жизнь
У Эмилии есть сын.

## Дискография

### Альбомы
- 1998 — Big Big World
- 2000 — Emilia
- 2009 — My World
- 2012 — I Belong to You

### Синглы
- 1997 — A Good Sign
- 1998 — Big Big World (France, promo)
- 1998 — Big Big World
- 1998 — Good Sign
- 1999 — Twist Of Fate
- 2000 — Sorry I’m In Love
- 2001 — Kiss By Kiss
- 2001 — When You Are Here (& Oli.P)
- 2006 — Var Minut